# Dream Girl
A Dream Girl című dal az angol Definition of Sound nevű zenekar 3. kimásolt kislemeze a Love And Life: A Journey With The Chameleons című stúdióalbumról. A dal mérsékelt siker volt, és csupán csak az ausztrál slágerlistára sikerült felkerülnie, ahol a 178. helyen végzett.
A dalhoz Norman Cook is készített remixet.

## Megjelenések
12"  Egyesült Királyság Circa – YRT 70, Circa – 614 576
- A1	Dream Girl (Extended Version) 5:09
- A2	Dream Girl (Excursion On The Version) 3:49
- B1	Dream Girl (Brighton Daze) 4:57
- B2	Dream Girl (Ubiquity Mix) 5:25

## Slágerlisták
| Slágerlista (1991) | Helyezések |
| ------------------ | ---------- |
| Ausztrália (ARIA)  | 178        |